# HP LoadRunner
HP LoadRunner è uno strumento della Hewlett Packard Enterprise (HPE) per il collaudo del software. Viene usato per eseguire test sulle applicazioni, misurando il comportamento del sistema e le prestazioni sotto carico. Nel novembre 2006 HPE ha acquisito LoadRunner come parte dell'acquisizione di Mercury Interactive.

## Funzionamento
LoadRunner, tramite il suo software applicativo, può simulare migliaia di utenti contemporaneamente, registrare e successivamente analizzare le prestazioni dei componenti chiave dell'applicazione sotto esame. Simula l'attività degli utenti generando messaggi tra i componenti dell'applicazione o simulando interazioni con l'interfaccia utente, come la pressione dei tasti o i movimenti del mouse.
I messaggi e le interazioni da generare sono memorizzati in script. LoadRunner può generare gli script registrandoli, per esempio può registrare le richieste HTTP tra un client web browser e un'applicazione web di un server.

### Architettura
I componenti chiave di HP LoadRunner sono: 
- Load Generator: genera il carico verso l'applicazione eseguendo gli script;
- VuGen: (generatore utente virtuale) per generare e modificare gli script;
- Controller: controlla, lancia e ordina le istanze del Load Generator, specificando quali script utilizzare, per quanto tempo ecc.., durante l'esecuzione il Controller riceve i dati di monitoraggio in tempo reale e ne visualizza lo stato;
- Agent process: gestisce il collegamento tra il Controller e le istanze del Load Generator;
- Analysis: assembla i registri (log) dai vari generatori di carico e crea i rapporti per la visualizzazione dei dati di esecuzione e monitoraggio.

Sono disponibili moduli per abilitare HP LoadRunner ad acquisire e riprodurre script per diverse applicazioni e tecnologie di rete, questi includono il supporto per: 
- applicazioni che usano Microsoft.NET e Java;
- database server come Microsoft SQL Server e Oracle;
- protocolli di interconnessione come DNS, FTP e LDAP;
- protocolli e-mail come IMAP, MAPI, POP3 e SMTP;
- tecnologie di client remoto come Citrix ICA e RDP.

HP LoadRunner può essere eseguito standalone o con più istanze del medesimo, per essere usate da più persone sotto il controllo del HP Performance Center.

### LoadRunner nel Cloud
Dal 2010 HP ha iniziato ad offrire versioni on-demand di LoadRunner per i servizi di cloud computing come Amazon Elastic Compute Cloud e Microsoft Azure. La versione 12.50 ha aggiunto l'uso di Google Compute Engine.

### Linguaggio di scripting
Gli script di LoadRunner per emulare i client vengono creati tramite il linguaggio di programmazione ANSI C, tuttavia anche i programmi Java e .NET possono essere gestiti. La versione 12.50 ha aggiunto l'uso di JavaScript per gli script Web-HTTP/HTML. LoadRunner può eseguire script da altri strumenti di test come Apache JMeter, NUnit e Selenium dichiarando una libreria di interfaccia.
Gli script di LoadRunner possono essere richiamati all'interno di Jenkins.